# Tibin (Méguet)
Pour les articles homonymes, voir Tibin.
Tibin  est une commune rurale située dans le département de Méguet de la province du Ganzourgou dans la région du Plateau-Central au Burkina Faso.

## Géographie
Tibin est situé à environ 9 km au sud-est de Méguet, le chef-lieu du département, et à 4 km à l'ouest de Koulwéogo.

## Santé et éducation
Le centre de soins le plus proche de Tibin est le centre de santé et de promotion sociale (CSPS) de Koulwéogo tandis que le centre médical avec antenne chirurgicale (CMA) se trouve à Zorgho.